# Broussonetia
Бруссонетія (Broussonetia) — рід який складається з чотирьох видів (включаючи один гібридний вид) дерев родини Moraceae, що походить зі Східної Азії.  Ці чотири види мають високоякісну клітковину, яка більш ніж на 90% складається з целюлози. Вони традиційно використовуються для різноманітних повсякденних потреб та виготовлення паперу Східній Азії.

## Опис
Одним із видів є шовковиця паперова (Broussonetia papyrifera), волокна кори якої використовують для виготовлення традиційного паперу в Китаї, Кореї та Японії . Цей вид був широко інтродукований і став інвазивним у деяких районах. Не тільки паперова шовковиця використовується для виготовлення паперу, але й інші види широко використовуються в паперовій промисловості в історії цих трьох країн. Насправді паперова шовковиця не є основним джерелом традиційного паперу, принаймні в Кореї та Японії. Волокна основного матеріалу ханджі (корейський папір) і васі (японський папір) походять від Broussonetia × kazinoki .  Broussonetia × kazinoki відомий як єдиний гібрид у роду Broussonetia між B. monoica та B. papyrifera .

## Вимерлі види
П’ять викопних плодів † Broussonetia pygmaea були вилучені зі свердловинних зразків прісноводних відкладень середнього міоцену в басейні Нови Сонч, Західні Карпати, Польща . 

## Галерея

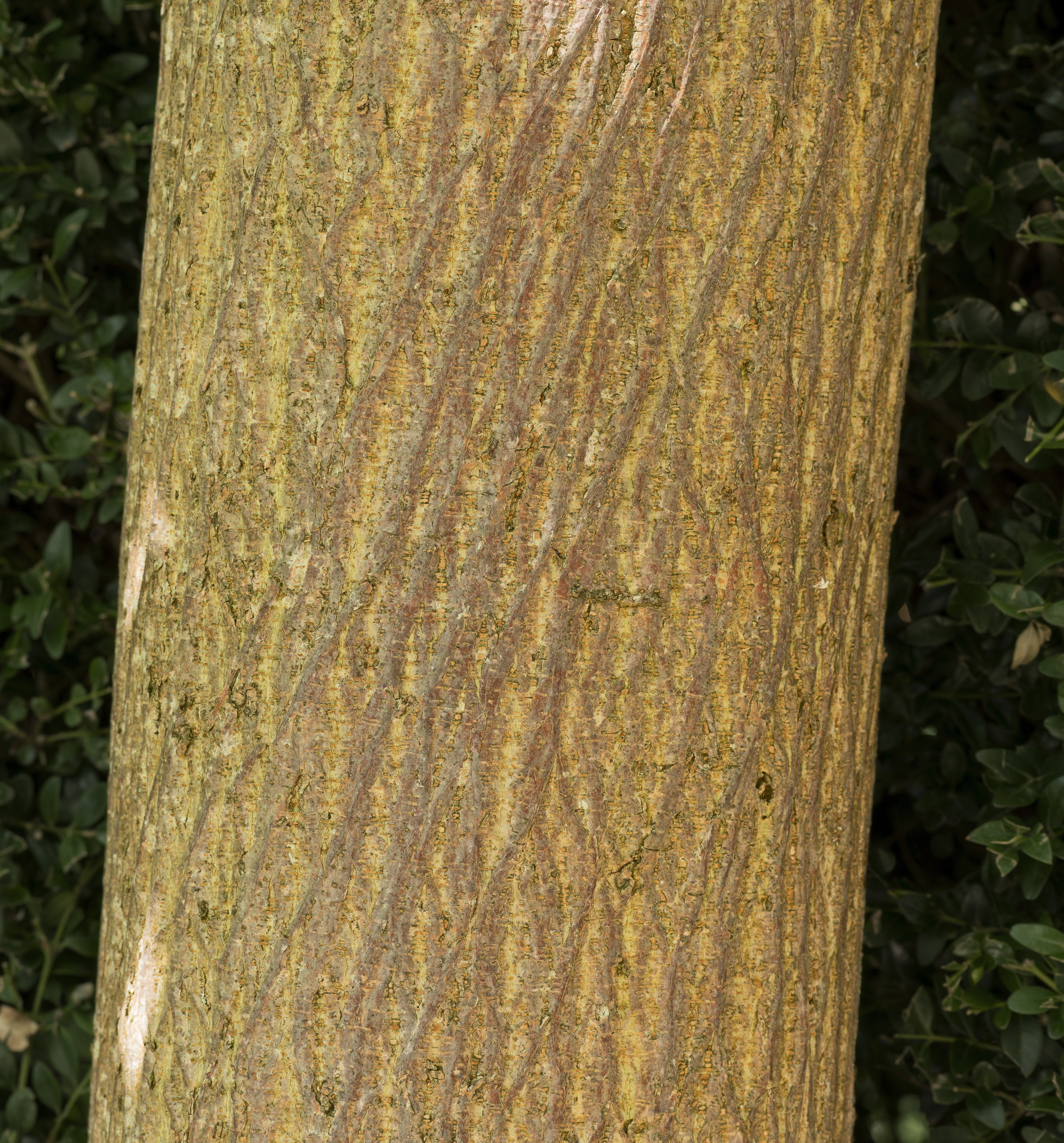
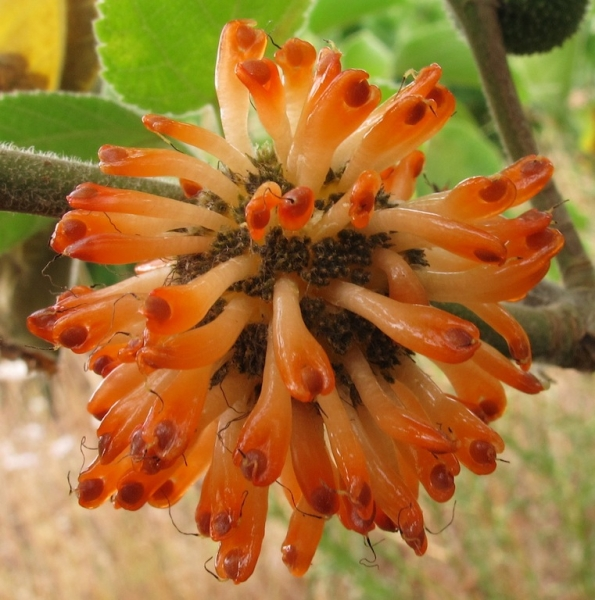
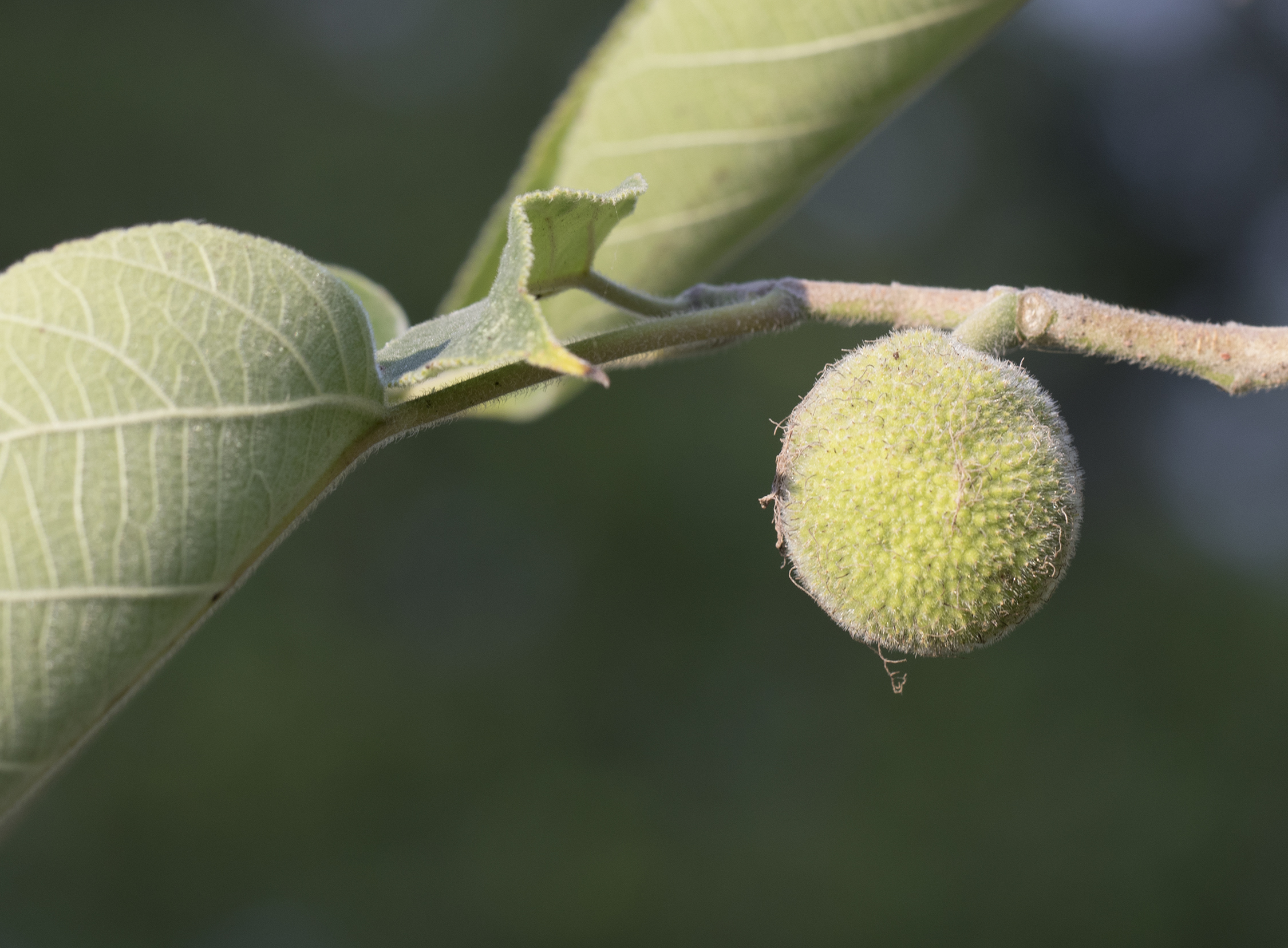
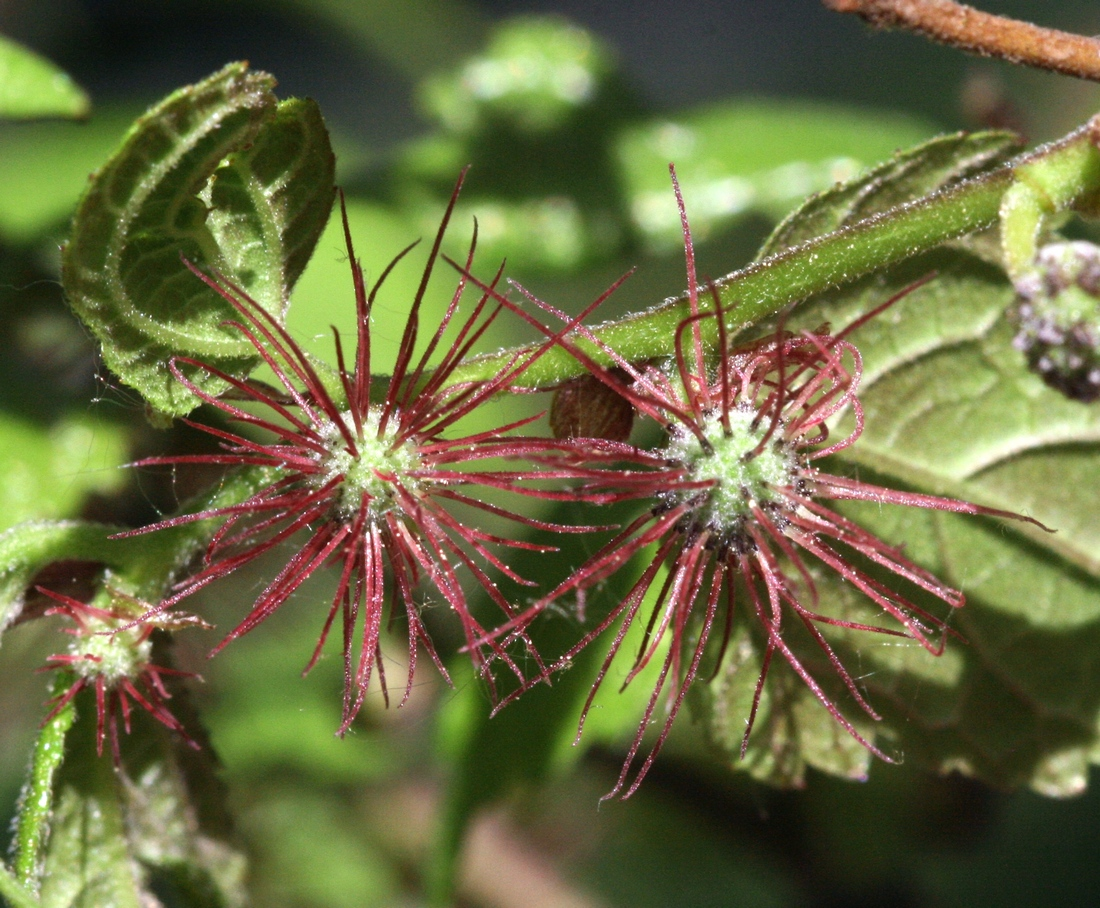